# 二龍太陽廟
24°49′07″N 121°46′08″E / 24.818701°N 121.768937°E
二龍太陽廟，簡稱太陽廟、又稱日宮太陽星君廟，是位於臺灣宜蘭縣礁溪鄉二龍村的太陽公廟宇。2023年12月28日舉行安座大典，正殿奉祀太陽星君、太陰娘娘、武太陽星君，左殿供奉月下老人，右殿供奉土地公，共有4爐。
二龍太陽廟是二龍地區二百二十多年來首座地方廟，也是宜蘭縣溪北地區第一座具規模奉祀太陽神君的太陽廟。
廟前廣場平時慶典使用，亦提供給二百二十多年歷史的二龍競渡作為活動場地
。

## 圖集

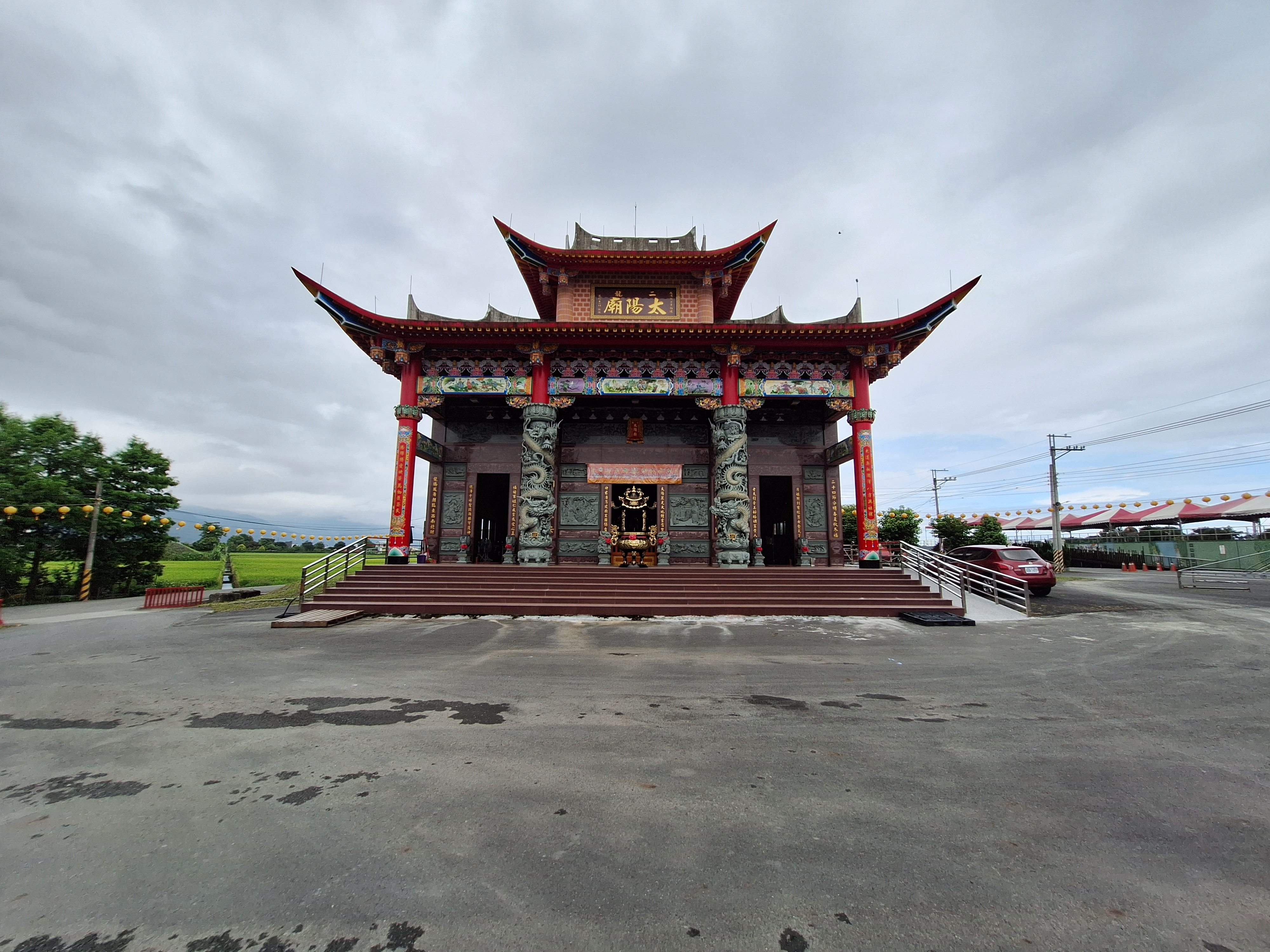
二龍太陽廟

## 外部連結
- 官方网站
- 蘇澳日月宮太陽公廟官方網站 （页面存档备份，存于）